# Сршичі (Малинська-Дубашниця)
Сршичі (хорв. Sršići) — населений пункт у Хорватії, в Приморсько-Горанській жупанії у складі громади Малинська-Дубашниця.

## Населення
Населення за даними перепису 2011 року становило 0 осіб.
Динаміка чисельності населення поселення:

## Клімат
Середня річна температура становить 13,99 °C, середня максимальна – 26,79 °C, а середня мінімальна – 1,94 °C. Середня річна кількість опадів – 1257 мм.
| Клімат поселення                              | Клімат поселення | Клімат поселення | Клімат поселення | Клімат поселення | Клімат поселення | Клімат поселення | Клімат поселення | Клімат поселення | Клімат поселення | Клімат поселення | Клімат поселення | Клімат поселення | Клімат поселення |
| Показник                                      | Січ.             | Лют.             | Бер.             | Квіт.            | Трав.            | Черв.            | Лип.             | Серп.            | Вер.             | Жовт.            | Лист.            | Груд.            |                  |
| Середній максимум, °C                         | 9,78             | 10,11            | 12,80            | 15,95            | 20,86            | 25,03            | 26,79            | 26,31            | 22,10            | 17,85            | 13,12            | 10,28            |                  |
| Середня температура, °C                       | 5,85             | 6,20             | 8,90             | 12,04            | 16,95            | 21,11            | 23,50            | 23,04            | 18,84            | 14,58            | 9,83             | 6,99             |                  |
| Середній мінімум, °C                          | 1,94             | 2,28             | 4,98             | 8,12             | 13,02            | 17,20            | 20,23            | 19,75            | 15,56            | 11,30            | 6,56             | 3,72             |                  |
| Норма опадів, мм                              | 104              | 84               | 84               | 88               | 83               | 93               | 52               | 77               | 139              | 164              | 160              | 129              |                  |
| Середньомісячна швидкість вітру, м/с          | 2.83             | 2.98             | 3.03             | 2.86             | 2.58             | 2.46             | 2.46             | 2.46             | 2.55             | 2.78             | 3.08             | 3.06             |                  |
| Середньомісячна сонячна радіація, кДж/м²·день | 4505             | 7243             | 10662            | 15119            | 19510            | 21216            | 22640            | 19488            | 14221            | 9207             | 4926             | 3769             |                  |
| --------------------------------------------- | ---------------- | ---------------- | ---------------- | ---------------- | ---------------- | ---------------- | ---------------- | ---------------- | ---------------- | ---------------- | ---------------- | ---------------- | ---------------- |
| Джерело:                                      |                  |                  |                  |                  |                  |                  |                  |                  |                  |                  |                  |                  |                  |